# Kalacsány
Kalacsány (1899-ig Klacsan, szlovákul Kľače) község Szlovákiában, a Zsolnai kerületben, a Zsolnai járásban.

## Fekvése
Zsolnától 14 km-re délkeletre, Rajec északi szomszédságában fekszik.

## Története
1511-ben „Kletzen” alakban említik először, a Paraznóy és Kalacsányi családok birtoka volt. Később Zsolnalitva várának uradalmához tartozott. 1598-ban az adóösszeírás szerint 8 háza állt, ekkor „Klachan” néven említik. 1720-ban 3 adózója volt. 1784-ben 18 házában 21 családban 137 lakos élt.
A 18. század végén Vályi András így ír róla: „KLACSANI. Tót falu Trentsén Várm. földes Urai Motesiczky, és több Uraságok, lakosai katolikusok, fekszik Rajecznak szomszédságában, és annak filiája, határja meg lehetős.”
1828-ban 16 háza és 205 lakosa volt, akik főként mezőgazdasággal foglalkoztak.
Fényes Elek 1851-ben kiadott geográfiai szótárában így ír a faluról: „Klacsán, Trencsén m. tót falu, Rajeczhez 1/2 óra: 161 kath., 6 zsidó lak. Határa jó rozsot, lent terem. F. u. többen. Ut. p. Zsolna.”
A trianoni békéig Trencsén vármegye Zsolnai járásához tartozott.

## Népessége
| Év:            | 1994. | 2004.   | 2014.   | 2024.    |
| -------------- | ----- | ------- | ------- | -------- |
| Emberek száma: | 365   | 377     | 391     | 438      |
| Eltérés:       |       | +3,28 % | +3,71 % | +12,02 % |

| Év:            | 2023. | 2024.   |
| -------------- | ----- | ------- |
| Emberek száma: | 425   | 438     |
| Eltérés:       |       | +3,05 % |

1910-ben 189, túlnyomórészt szlovák lakosa volt.
2001-ben 369 lakosából 365 szlovák volt.
2011-ben 367 lakosából 360 szlovák volt.

## Külső hivatkozások
- Községinfó
- Kalacsány Szlovákia térképén
- Alapinformációk
- E-obce.sk Archiválva 2008. szeptember 16-i dátummal a Wayback Machine-ben